# Walle (Schwülper)
Walle is een plaats in de Duitse gemeente Groß Schwülper, deelstaat Nedersaksen, en telt 1398 inwoners (2006).